# Goldene Himbeere 2004
Die Goldene Himbeere 2004 (engl.: 24th Golden Raspberry Awards) wurde am 28. Februar 2004, dem Vorabend der Oscarverleihung, im Sheraton Hotel im kalifornischen Santa Monica verliehen. Die meisten Auszeichnungen erhielt der Film Liebe mit Risiko – Gigli mit sechs Auszeichnungen bei neun Nominierungen.
Zum ersten Mal in der Geschichte der Goldenen Himbeere erhielt ein Film (Liebe mit Risiko – Gigli) alle Auszeichnungen in den sechs Hauptkategorien (Schlechtester Film, Schlechtester Schauspieler, Schlechteste Schauspielerin, Schlechteste Filmpaarung, Schlechtester Regisseur, Schlechtestes Drehbuch).

## Preisträger und Nominierungen
Es folgt die komplette Liste der Preisträger und Nominierten.
| Kategorien                                                            | Nominierte | Nominierte |
| --------------------------------------------------------------------- | --- | --- |
| Schlechtester Film                                                    | | Martin Brest und Casey Silver – Liebe mit Risiko – Gigli (Gigli)                                                                                                 |
| Schlechtester Film                                                    | John Steven Agoglia – Justin & Kelly: Beachparty der Liebe (From Justin to Kelly)                                          | |
| Schlechtester Film                                                    | Drew Barrymore, Leonard Goldberg und Nancy Juvonen – 3 Engel für Charlie – Volle Power (Charlie's Angels: Full Throttle)   | |
| Schlechtester Film                                                    | Mary-Ellis Bunim, Jonathan Murray, Rick de Oliveira und Jamie Schutz – The Real Cancun                                     | |
| Schlechtester Film                                                    | Brian Grazer – Ein Kater macht Theater (The Cat in the Hat)                                                                | |
| Schlechtester Schauspieler                                            | Ben Affleck | Ben Affleck – Liebe mit Risiko – Gigli (Gigli), Daredevil und Paycheck – Die Abrechnung (Paycheck)                                                               |
| Schlechtester Schauspieler                                            | Ben Affleck | Cuba Gooding junior – Boat Trip, Fighting Temptations (The Fighting Temptations) und Sie nennen ihn Radio (Radio)                                                |
| Schlechtester Schauspieler                                            | Ben Affleck | Justin Guarini – Justin & Kelly: Beachparty der Liebe (From Justin to Kelly)                                                                                     |
| Schlechtester Schauspieler                                            | Ben Affleck | Ashton Kutcher – Im Dutzend billiger (Cheaper by the Dozen), Voll verheiratet (Just Married) und Partyalarm – Finger weg von meiner Tochter (My Boss's Daughter) |
| Schlechtester Schauspieler                                            | Ben Affleck | Mike Myers – Ein Kater macht Theater (The Cat in the Hat) |
| Schlechteste Schauspielerin                                           | Jennifer Lopez | Jennifer Lopez – Liebe mit Risiko – Gigli (Gigli) |
| Schlechteste Schauspielerin                                           | Jennifer Lopez | Drew Barrymore – 3 Engel für Charlie – Volle Power (Charlie's Angels: Full Throttle) und Der Appartement Schreck (Duplex)                                        |
| Schlechteste Schauspielerin                                           | Jennifer Lopez | Kelly Clarkson – Justin & Kelly: Beachparty der Liebe (From Justin to Kelly)                                                                                     |
| Schlechteste Schauspielerin                                           | Jennifer Lopez | Cameron Diaz – 3 Engel für Charlie – Volle Power (Charlie's Angels: Full Throttle)                                                                               |
| Schlechteste Schauspielerin                                           | Jennifer Lopez | Angelina Jolie – Jenseits aller Grenzen (Beyond Borders) und Lara Croft: Tomb Raider – Die Wiege des Lebens (Lara Croft: Tomb Raider – The Cradle of Life)       |
| Schlechtester Nebendarsteller                                         | Sylvester Stallone | Sylvester Stallone – Mission 3D (Spy Kids 3-D: Game Over) |
| Schlechtester Nebendarsteller                                         | Sylvester Stallone | Anthony Anderson – Kangaroo Jack |
| Schlechtester Nebendarsteller                                         | Sylvester Stallone | Alec Baldwin – Ein Kater macht Theater (The Cat in the Hat) |
| Schlechtester Nebendarsteller                                         | Sylvester Stallone | Al Pacino – Liebe mit Risiko – Gigli (Gigli) |
| Schlechtester Nebendarsteller                                         | Sylvester Stallone | Christopher Walken – Liebe mit Risiko – Gigli (Gigli) und Kangaroo Jack                                                                                          |
| Schlechteste Nebendarstellerin                                        | Demi Moore | Demi Moore – 3 Engel für Charlie – Volle Power (Charlie's Angels: Full Throttle)                                                                                 |
| Schlechteste Nebendarstellerin                                        | Demi Moore | Lainie Kazan – Liebe mit Risiko – Gigli (Gigli) |
| Schlechteste Nebendarstellerin                                        | Demi Moore | Brittany Murphy – Voll verheiratet (Just Married) |
| Schlechteste Nebendarstellerin                                        | Demi Moore | Kelly Preston – Ein Kater macht Theater (The Cat in the Hat) |
| Schlechteste Nebendarstellerin                                        | Demi Moore | Tara Reid – Partyalarm – Finger weg von meiner Tochter (My Boss's Daughter)                                                                                      |
| Schlechteste Filmpaarung                                              | AffleckLopez | Ben Affleck und Jennifer Lopez – Liebe mit Risiko – Gigli (Gigli)                                                                                                |
| Schlechteste Filmpaarung                                              | AffleckLopez | Kelly Clarkson und Justin Guarini – Justin & Kelly: Beachparty der Liebe (From Justin to Kelly)                                                                  |
| Schlechteste Filmpaarung                                              | AffleckLopez | Ashton Kutcher und Brittany Murphy oder Tara Reid – Voll verheiratet (Just Married) oder Partyalarm – Finger weg von meiner Tochter (My Boss's Daughter)         |
| Schlechteste Filmpaarung                                              | AffleckLopez | Mike Myers und sein Helfer Ding 1 oder sein Helfer Ding 2 (beide gesprochen von Dan Castellaneta) – Ein Kater macht Theater (The Cat in the Hat)                 |
| Schlechteste Filmpaarung                                              | AffleckLopez | Eric Christian Olsen und Derek Richardson – Dumm und dümmerer (Dumb and Dumberer: When Harry Met Lloyd)                                                          |
| Schlechteste Neuverfilmung oder Fortsetzung                           | Drew Barrymore | Drew Barrymore, Leonard Goldberg und Nancy Juvonen – 3 Engel für Charlie – Volle Power (Charlie's Angels: Full Throttle)                                         |
| Schlechteste Neuverfilmung oder Fortsetzung                           | Drew Barrymore | John Steven Agoglia – Justin & Kelly: Beachparty der Liebe (From Justin to Kelly)                                                                                |
| Schlechteste Neuverfilmung oder Fortsetzung                           | Drew Barrymore | Michael Bay, Mike Fleiss, Brad Fuller, Kim Henkel und Tobe Hooper – Michael Bay’s Texas Chainsaw Massacre (The Texas Chainsaw Massacre)                          |
| Schlechteste Neuverfilmung oder Fortsetzung                           | Drew Barrymore | Mark Burg, Toby Emmerich, Oren Koules, Brad Krevoy und Troy Miller – Dumm und dümmerer (Dumb and Dumberer: When Harry Met Lloyd)                                 |
| Schlechteste Neuverfilmung oder Fortsetzung                           | Drew Barrymore | Lee Mayes und Neal H. Moritz – 2 Fast 2 Furious |
| Schlechteste Regie                                                    | | Martin Brest – Liebe mit Risiko – Gigli (Gigli) |
| Schlechteste Regie                                                    | Robert Iscove – Justin & Kelly: Beachparty der Liebe (From Justin to Kelly)                                                | |
| Schlechteste Regie                                                    | Mort Nathan – Boat Trip | |
| Schlechteste Regie                                                    | Wachowski-Brüder – Matrix Reloaded (The Matrix Reloaded) und Matrix Revolutions (The Matrix Revolution)                    | |
| Schlechteste Regie                                                    | Bo Welch – Ein Kater macht Theater (The Cat in the Hat)                                                                    | |
| Schlechtestes Drehbuch                                                | | Martin Brest – Liebe mit Risiko – Gigli (Gigli) |
| Schlechtestes Drehbuch                                                | John August, Marianne Wibberley und Cormac Wibberley – 3 Engel für Charlie – Volle Power (Charlie's Angels: Full Throttle) | |
| Schlechtestes Drehbuch                                                | Alec Berg, David Mandel und Jeff Schaffer – Ein Kater macht Theater (The Cat in the Hat)                                   | |
| Schlechtestes Drehbuch                                                | Robert Brener und Troy Miller – Dumm und dümmerer (Dumb and Dumberer: When Harry Met Lloyd)                                | |
| Schlechtestes Drehbuch                                                | Kim Fuller – Justin & Kelly: Beachparty der Liebe (From Justin to Kelly)                                                   | |
| Schlechtester Ersatz für einen echten Film (nur Konzept/kein Inhalt!) | | Ein Kater macht Theater (The Cat in the Hat) |
| Schlechtester Ersatz für einen echten Film (nur Konzept/kein Inhalt!) | 2 Fast 2 Furious | |
| Schlechtester Ersatz für einen echten Film (nur Konzept/kein Inhalt!) | 3 Engel für Charlie – Volle Power (Charlie's Angels: Full Throttle)                                                        | |
| Schlechtester Ersatz für einen echten Film (nur Konzept/kein Inhalt!) | Justin & Kelly: Beachparty der Liebe (From Justin to Kelly)                                                                | |
| Schlechtester Ersatz für einen echten Film (nur Konzept/kein Inhalt!) | The Real Cancun | |
| Special Governor’s Award für eine besonders schwache Leistung         | Travis Payne | Travis Payne – für seine Choreographien in Justin & Kelly: Beachparty der Liebe (From Justin to Kelly)                                                           |